# Yanqul
Yanqul est une wilaya du gouvernorat d'Ad Dhahirah dans le Sultanat d'Oman. Située dans le nord-ouest du pays, Yanqul se trouve près de la frontière avec les Émirats arabes unis. La wilaya est connue pour sa géographie variée, comprenant des montagnes rocheuses, des vallées et des paysages désertiques. En 2020, 12.241 habitants y résident.

## Histoire et héritage
Yanqul possède un riche patrimoine historique, et son paysage est parsemé de sites archéologiques. Le fort de Yanqul est un site historique important de la wilaya. Ce fort témoigne du patrimoine architectural et historique d'Oman. Il était utilisé autrefois pour la défense et la gouvernance.

## Agriculture
La région bénéficie de sources naturelles, permettant l’agriculture dans les oasis. La culture du palmier dattier est une activité agricole importante à Yanqul. Des systèmes traditionnels d’aflaj (canaux d’irrigation) sont utilisés depuis des siècles pour distribuer l’eau de manière efficace pour l’agriculture. Yanqul est réputée pour ses sources naturelles qui contribuent à la fertilité des terres et sont des ressources en eau essentielles pour l’agriculture.